# استفان اچ. وات
استفان هانتلی وات مشاور امنیت رایانه و هکر امنیتی است که برای رخنه به داده‌های شرکت خرده‌فروشی تی‌جی‌ایکس شناخته می‌شود. به دلیل این کار، او از سال ۲۰۱۰ به مدت دو سال به زندان ایالتی رفت.
پس از آزادی از زندان، در چند پروژه امنیتی مانند سیستم‌عامل ساب‌گراف در سال ۲۰۱۷ مشارکت کرد. او یک گلف‌باز خبره و طرفدار انیمه‌های مبهم است.
او به همراه لادار لویسون، پروتکل "محیط ایمیل اینترنت تاریک" را در ۸ آگوست سال ۲۰۱۴ معرفی کردند.